# Зубчук Катерина Василівна
Зубчук Катерина Василівна (*22 листопада 1947, с. Переспа Рожищенського району Волинської області) — член Національної спілки журналістів України, заслужена журналістка України.

## Біографія
Народилася 22 листопада 1947 року у селі Переспа Рожищенського району Волинської області.
Закінчила Львівський державний університет ім. Івана Франка у 1972 р. З того часу працює у газеті «Радянська Волинь» (тепер «Волинь-нова»); в одній газеті, в одному колективі — 45 років! Багаторічна ведуча улюбленої рубрики читачів, а найчастіше — читачок, «Любить! Не любить».

## Творчий доробок
Нижче подано окремі публікації Катерини Василівни останніх років.
- Доброта і любов зберегли хутори. Газ. Волинь-нова, 29 грудня 2011 р., с. 10.
- По зцілення до Бучинської Богоматері. Газ. Волинь-нова, 2 вересня 2014 р., с. 1, 6, 7.
- Репортаж із місця, де можна спастись. Газ. «Волинь-нова», 14, 16 квітня 2016 р.
- «На хуторі Береза, де виросла найбільша в Україні бульбина, тепер є і гігантські для Полісся кавуни». Газ. «Волинь-нова», 1 вересня 2016 р., с. 3.
- «Жовто-блакитних прапорів тоді багато хто просто боявся». Газ. «Волинь-нова», 1 грудня 2016 р., с. 12.
- «Волинський Гіннесс» дослідив свій рід до 9-го коліна (про Петра Кравчука). Газ. «Волинь-нова», 19 січня 2017 р., с. 1, 13.
- Болотом пробиралася, на Говерлу піднімалась, у шахту опускалась… (Сім найцікавіших відряджень за 45 років роботи у «Волині-новій».) Газ. «Волинь-нова», 23 грудня 2017 р.
- Три години в черзі до Сикстинської капели. Газ. Волинь-нова, 5 червня 2018 р., с. 16, 12.

## Про Катерину Зубчук
- Тамара Трофимчук. "Освідчуючись, мій Микола кров'ю написав: "Люблю", я теж проколола палець і вивела: "Вірю". Газ. "Так ніхто не кохав", 16 жовтня 2018 р. № 1, с. 7–9.

## Відзнаки
- Почесна грамота Кабінету Міністрів України (2009).
- «Журналіст року», премія НСЖУ (2011).
- Заслужений журналіст України.[1]